# Георги Марков (офицер)
Вижте пояснителната страница за други личности с името Георги Марков.
Георги Марков Марков е български офицер, генерал-лейтенант.

## Биография
Георги Марков е роден на 25 януари 1886 г. в Търново. Завършва Военното училище в София през 1908 г. Към 1 април 1911 г. служи в осемнадесети пехотен етърски полк, през 1914 г. е назначен на служба във Военното училище , а към 1 март 1918 г. е командир на дружина в петдесети пехотен нишавски полк. По-късно служи в 38-и пехотен полк и 5-и пехотен дунавски полк. През 1921 г. е назначен за командир на рота от Военното училище.
Между 1925 и 1926 г. е адютант на военното аташе на България в Белгия. През 1927 г. е назначен за командир на седми пехотен преславски полк, след което от 1931 г. е началник на 4-ти пограничен сектор, а от 1932 г. поема командването на осми пехотен приморски полк. През 1933 г. е назначен за началник на 6-и пограничен сектор, след което през 1934 г. е назначен за командир на четвърта пехотна преславска дивизия, като по-късно същата година е назначен за Главен интендант, от 1936 г. командва 3-та пехотна дивизия, като по-къснп същата година поема началството на 2-ра военно-инспекционна област, на която служба е до 11 август 1941 г., когато е уволнен от служба.

## Военни звания
- Подпоручик (17 февруари 1908)
- Поручик (19 февруари 1911)
- Капитан (18 май 1914)
- Майор (1918)
- Подполковник (30 януари 1923)
- Полковник (26 март 1928)
- Генерал-майор (1936)
- Генерал-лейтенант (6 май 1939)